# Campeonato de Paraguay de Atletismo
El Campeonato de la Victoria o Torneo de la Victoria es el campeonato nacional de atletismo más importante de Paraguay, disputado anualmente desde 1950. El calendario de la Federación Paraguaya de Atletismo consiste de varias competiciones nacionales de evaluación disputadas durante todo el año y culmina con el Campeonato de la Victoria.
La competición se disputa por los atletas inscritos en clubes afiliados a la Federación Paraguaya de Atletismo. Todas las competiciones organizadas por la Federación Paraguaya de Atletismo se disputan en la Secretaría Nacional de Deportes, ubicado en la ciudad de Asunción.
La edición de 2016 se disputará en el Estadio Olímpico situado en el Comité Olímpico Paraguayo en la ciudad de Luque.

## Historia
El campeonato está disputado anualmente desde 1950.

## Lista de campeonatos
|      | Sede     | Estadio                         | Fecha                           |
| ---- | -------- | ------------------------------- | ------------------------------- |
| 2016 | Luque    | Comité Olímpico Paraguayo       | 30 de septiembre – 2 de octubre |
| 2015 | Asunción | Secretaría Nacional de Deportes | Septiembre 25–27                |
| 2014 | Asunción | Secretaría Nacional de Deportes | Octubre 24–25                   |
| 2013 | Asunción | Secretaría Nacional de Deportes | Octubre 5–6                     |
| 2012 | Asunción | Secretaría Nacional de Deportes | Noviembre 9–11                  |